# Thierry De Bie
Pour les articles homonymes, voir De Bie.
Thierry De Bie, né en 1961 est un homme politique belge francophone, membre de Ecolo.
Il est urbaniste travaillant dans une association d'architectes.
Il fut député bruxellois de 1989 à 1991.